# Syndicat national des guides de montagne
 (décembre 2024).
Le Syndicat national des guides de montagne (SNGM) est un syndicat professionnel régi par la loi de 1884. Il regroupe la majorité des guides de haute montagne en exercice. Il négocie une assurance responsabilité civile professionnelle de groupe pour le compte de ses adhérents, organise la profession et la représente auprès des instances et des partenaires institutionnels. Il assure également une mission d’organisation de la formation continue obligatoire des guides. Son budget de fonctionnement provient essentiellement des adhésions de ses membres. Il adhère enfin à l’Union internationale des associations de guides de montagne (UIAGM).

## Historique
| Années        | Présidents          |
| ------------- | ------------------- |
| 1946-1951     | Armand Charlet      |
| 1951-1958     | Marcel Bozon        |
| 1958-1965     | Roger Frison-Roche  |
| 1965-1968     | Pierre Perret       |
| 1968-1970     | Paul Pittier        |
| 1970-1975     | Claude Jaccoux      |
| 1975-1979     | Paul Keller         |
| 1979-1982     | Camille Rey         |
| 1982-1984     | Daniel Stolzenberg  |
| 1984-1988     | Roger Canac         |
| 1988-1989     | Bernard Prud’homme  |
| 1989-1993     | Roger Martin        |
| 1993-1997     | Francis Petex       |
| 1997-1998     | Christophe Honegger |
| 1998 -2001    | Claude Rey          |
| 2001-2007     | Bruno Pellicier     |
| 2007-2009     | Françoise Gendarme  |
| 2009-2016     | Denis Crabières     |
| 2016-2021     | Christian Jacquier  |
| 2021-2023     | Dorian Labaeye      |
| 2023-en cours | Jean-Marc Vengeon   |

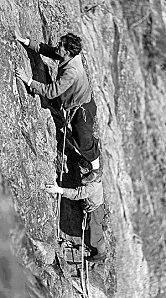
Armand Charlet et Roger Frison-Roche à Chamonix en 1935, deux futurs présidents du SNGM.

- 1946 : Création du Syndicat national des guides de montagne, sous l’impulsion d’Armand Charlet, Étienne Livacic et Gaston Cathiard. Ce syndicat est déclaré en préfecture sous le statut de syndicat professionnel, son siège social est à Grenoble dans les mêmes locaux que le Syndicat national des moniteurs du ski français (SNMSF). C’est la reconnaissance d’une tradition et du rôle social moderne de la profession.
- 1948 : Loi de 1948 réglementant le métier de guide.
- 1965 : Création de l’Union internationale des associations de guides de montagne (UIAGM).
- 1968 : Transfert du siège du syndicat à Chamonix.
- 1973 : Accord entre moniteurs et guides à propos de l’encadrement du ski.
- 1975 : Loi Mazeaud instituant un nouveau Brevet d’État.
- 1985 : Création de l’Association nationale pour la recherche et l’innovation en montagne (APRIAM).
- 1988 : Création de l’École française d’escalade (EFE).
- 1993 : Mise en place d’un recyclage obligatoire tous les 6 ans.
- 1997 : Transfert du siège du syndicat à Chambéry.
- 2006 : 60e anniversaire du syndicat.
- 2007 : Mise en chantier de la refonte de la formation au diplôme de guide.
- 2010 : Transfert du siège du syndicat à Alpespace (Francin).
- 2011 : Création d'un site professionnel de partage d'information.
- 2013 : Projet européen de développement de la formation continue.
- 2016 : 70 ans du Syndicat national des guides de montagne, lancement d'une action sur la sécurité en montagne[3],[4].
- 2019 : Réforme des statuts du SNGM.
- 2020 : Création du Centre de Formation des Guides de Montagne (CFGM). Dès septembre 2020, le GIE Guides Haute Montagne (GIE-GHM) regroupe trois membres SNGM, APRIAM et CFGM.

## Missions
« Le Syndicat a pour objet :
- de grouper les guides de montagne travaillant en France ou éventuellement à l'étranger ;
- de resserrer les liens de confraternité qui doivent exister entre les membres d'une même profession, notamment par la création d'une caisse d'entraide et par l'établissement de contrats d'assurances de groupe ;
- de faciliter l'étude des questions concernant la profession, par la centralisation de renseignements de toute nature : brochures, journaux, correspondances, dossiers ou documents ;
- d'organiser la profession de guide de montagne au mieux de son intérêt et de son fonctionnement ;
- d'assurer la défense des intérêts généraux et particuliers de la profession, notamment dans ses rapports avec les organisations internationales, les pouvoirs publics, les administrations privées et publiques, les autres syndicats et organismes professionnels ou la presse ;
- d'organiser des manifestations sportives, culturelles, artistiques ou autres, destinées à encourager le développement de l'alpinisme en France, à condition que le produit de ces manifestations soit destiné aux caisses d'entraide de la profession ;
- de constituer un bureau d'arbitrage, de conciliation et de consultation, en cas de litiges tant entre ses membres ou entre les sections, que vis-à-vis de tiers ou d'un tribunal. »

Article 1.3 des statuts

## Organisation
Le SNGM est dirigé par un comité directeur d’une trentaine de membres qui se réunit au moins quatre fois par an. Il est administré par un Bureau directeur constitué d’un président, de deux vice-présidents, ainsi que d’un secrétaire et d’un trésorier. Le Bureau et le Comité directeur s’appuient sur les travaux de plusieurs pôles. Un congrès a lieu chaque année,.

## Structures associées
Pour conduire les actions qui ne relèvent pas de ses compétences statutaires, le syndicat national s’appuie sur les deux structures suivantes :
- l’APRIAM a été créée pour relayer le Syndicat national des guides de montagne dans les actions que celui-ci ne pouvait pas, statutairement, conduire. L’association exerce son action dans le secteur du tourisme. L’APRIAM Tourisme dispose d’un agrément tourisme dont elle fait bénéficier des associations de tourisme animées par des guides de haute montagne ou des accompagnateurs en moyenne montagne. Cette facilité permet à des associations d’accéder au régime fiscal consenti aux agents de voyage, en application de la loi de 1992 ;
- l’École française d’escalade (EFE), mise en place en 1989, propose un enseignement de l’escalade au cours duquel la progression du grimpeur est évaluée à l’aide de tests référencés dans un « carnet de classement ». Elle s’engage ainsi à développer une pédagogie cohérente de l’escalade sur le territoire français.

## Controverse
À partir de 2022, une controverse oppose le Syndicat national des guides de montagne au Syndicat interprofessionnel de la montagne, ce dernier reprochant au SNGM de ne pas conserver une attitude de neutralité politique et religieuse et conteste sa perception des risques assurantiels,.